# Сосновка (Зілаїрський район)
Сосно́вка (рос. Сосновка, башк. Сосновка) — присілок у складі Зілаїрського району Башкортостану, Росія. Входить до складу Бердяської сільської ради.
Населення — 17 осіб (2010; 17 в 2002).
Національний склад:
- росіяни — 100%